# قرية بنات حرب
قرية بنات حرب أو قرية المعدن منطقة جغرافية تاريخية، اشتهرت بوقوعها على طريق الحج اليمني بين صنعاء ومكة المكرمة.

## الوصف
تقع أطلال قرية بنات حرب الأثرية إلى الجنوب الغربي من بلدة صمخ بمسافة تصل إلى نحو 40 كم٬ وذلك على الضفة الجنوبية من واديها الذي يحمل الاسم نفسه٬ كما تُعرف هذه القرية محليًا باسم قرية المعدن.
ً
أورد معظم الجغرافيين المسلمين المبكرين في كتاباتهم اسم بنات حرب بوصفها محطة رئيسة واقعة على مسار طريق الحج اليمني الأعلى، ووُصفت بكبر مساحتها٬ وكثافة سكانها٬ ووفرة المياه في آبارها ونبعها٬ وشهرتها أيضًا بوجود الذهب في أنحائها. يشمل الموقع على عدد من الوحدات السكنية يصل عددها إلى نحو 20 وحدة٬ وجميعها مشيد من الحجارة المحلية.